# Platyptilia postbarbata
Platyptilia postbarbata là một loài bướm đêm thuộc họ Pterophoridae. Nó được tìm thấy ở Cộng hòa Dân chủ Congo.